# Crljenice
Crljenice (en serbe cyrillique : Црљенице) est un village du nord du Monténégro, dans la municipalité de Pljevlja.

## Démographie

### Évolution historique de la population
| 1948 | 1953 | 1961 | 1971 | 1981 | 1991 | 2003 |
| ---- | ---- | ---- | ---- | ---- | ---- | ---- |
| 763  | 785  | 844  | 751  | 657  | 475  | 363  |